# 트레일 오브 더 론섬 파인
트레일 오브 더 론섬 파인(The Trail of the Lonesome Pine)은 미국에서 제작된 헨리 헤서웨이 감독의 1936년 드라마, 멜로/로맨스 영화이다. 실비아 시드니 등이 주연으로 출연하였고 월터 와그너 등이 제작에 참여하였다.

## 출연

### 주연
- 실비아 시드니
- 프레드 맥머레이

### 조연
- 헨리 폰다
- 프레드 스톤
- 나이젤 브루스
- 벨루아 본디
- 로버트 바랫
- 조지 스팽키 맥파랜드
- 퍼지 나이트
- 오토 프라이즈
- 사무엘 S. 힌즈
- 앨런 백스터
- 펀 에멧
- 리처드 칼
- 헨리 브랜든
- 밥 코트먼
- 샤롯 윈터스
- 프랭크 라이스

## 제작진
- 미술: 한스 드레이어